# UDラス・パルマス
UDラス・パルマス（Unión Deportiva Las Palmas S.A.D.）は、スペイン・カナリア諸島のラス・パルマス・デ・グラン・カナリアに本拠地を置くサッカークラブ。2023-24シーズンからプリメーラ・ディビシオンに在籍している。32,400人収容のエスタディオ・グラン・カナリアをホームスタジアムとしている。同じくカナリア諸島に本拠地を置くCDテネリフェとの対戦はカナリア諸島ダービーとして知られる。

## 歴史
スペインサッカー連盟に登録されたのは1949年6月6日であるが、公式に設立されたのは8月22日である。カナリア諸島にあるCDグラン・カナリア(Club Deportivo Gran Canaria)、アトレティコCF(Atlético Club de Fútbol)、レアル・クルブ・ビクトリア(Real Club Victoria)、アレナス・クルブ(Arenas Club)、マリーノFC(Marino Fútbol Club)が合併して新クラブが誕生。クラブ名称を決めるための会合が開かれ、どの前身クラブの名称も含まないことで合意した。デポルティーボ・カナリアス(Deportivo Canarias)という案もあったが、グラン・カナリア島単独よりもカナリア諸島全体に言及しているとして廃棄された。5クラブの合併による繋がりを表し、ラス・パルマスを本拠地とすることから、最終的にUDラス・パルマス(Unión Deportiva Las Palmas)が選ばれた。この連合クラブは、カナリア諸島の優秀な選手を諸島に引き留め、本土でクラブを探さなくてもよいように設立された。最初の練習は1949年9月16日に行われた。1949-50シーズンにテルセーラ・ディビシオン（当時3部相当）に初参戦し、2位となってセグンダ・ディビシオン（2部）昇格。1950-51シーズンはセグンダで3位となり、プリメーラ・ディビシオン（1部）昇格を決めた。今日まで、リーガ・エスパニョーラ初参戦から2シーズン連続で昇格してプリメーラ昇格を決めたのはラス・パルマスだけである。トップリーグ初挑戦の1951-52シーズン終了後にセグンダ降格となったが、1953-54シーズン終了後に再びプリメーラ昇格を果たし、今度はプリメーラに6シーズン在籍した。
1963-64シーズンにはセグンダで優勝してプリメーラに昇格し、1960年代後半から1970年代後半にかけてはクラブ史上最も成功を収めた期間となった。ビセンテ・ダウデル監督が率いた1967-68シーズンにはレアル・マドリードとFCバルセロナに次ぐ3位となり、母国開催となったUEFA欧州選手権1968にはラス・パルマスから4人の選手が出場して優勝を経験。1968-69シーズンにはレアル・マドリードに次ぐ2位となってさらなる躍進を遂げ、リーグ戦ではレアル・マドリード以外には敗れなかった。1969-70シーズンにはインターシティーズ・フェアーズカップに出場したが、1回戦でヘルタ・ベルリン（ドイツ）に2試合合計0-1で敗れた。1971年3月9日には、ラス・パルマスの現役選手であった28歳のフアン・グエデスが突然死去した。1971-72シーズンには、フランス人のピエール・シニバルディ監督がクラブをリーグ戦5位に導き、翌シーズンのUEFAカップ出場権を獲得。1972-73シーズンのUEFAカップではトリノFC（イタリア）とŠKスロヴァン・ブラチスラヴァ（チェコスロバキア）を下し、FCトゥウェンテ（オランダ）に敗れた。1974-75シーズン末には、グエデスとともにプレーしたディフェンダーのトノーノが肝臓の伝染病で死去した。1977-78シーズンはクラブ史に残るシーズンとなった。ミゲル・ムニョス監督が采配を振るい、アルゼンチン人のミゲル・アンヘル・ブリンディーシ、ダニエル・カルネバーリ、カルロス・モレーテ、キケ・ウォルフなどが在籍したチームは、欧州カップ戦（UEFAカップ）に3度目の出場を果たし、1回戦でFKスロボダ・トゥズラ（ユーゴスラビア）を倒したが、結果的に優勝するイプスウィッチ・タウンFC（イングランド）に2回戦で敗れた。同シーズンのコパ・デル・レイではクラブ史上初めて決勝に進出したが、エスタディオ・サンティアゴ・ベルナベウで行われた決勝ではFCバルセロナに1-3で敗れた。
1990年代から2000年代にかけてはセグンダ・ディビシオン（2部）とセグンダ・ディビシオンB（現3部相当、1977年創設）が主戦場となった。2000年にプリメーラに昇格し、2シーズンの間トップリーグに在籍した。2001年10月3日にホームで行われたレアル・マドリード戦では、下部組織出身のルベン・カストロの2得点などで強豪相手に4-2で勝利。しかし、2001-02シーズン終了後にセグンダ降格となった。

## 下位クラブと他競技
1954年からファームチームを所有しており、1976年には正式なBチームとしてUDラス・パルマス・アトレティコが発足した。2006年にはCチームが設立され、カナリア諸島地域リーグの最上位ディビジョン（プレフェレンテ＝ラス・パルマス）に到達した。2010年に活動停止したが、翌シーズンには再び活動を再開した。
またラス・パルマスは女子サッカーチームを所有しており、2009年から2011年にはプリメーラ・ディビシオン・フェメニーナ（女子1部）に在籍した。2010年にはインドアサッカーチームを設立し、セントロ・インスラール・デ・デポルテスをホームコートとしてリーガ・デ・フトゥボル・インドア（1部）に在籍している。

## エル・バンデラとピオピオ
カナリアの鳴き声を真似た「ピオピオ（Pío-Pío)」という擬音語は、ラス・パルマスの愛称として知られている。その由来はカナリアとの明白なつながりの他に、クラブの生涯のファンであるフェルナンド・エル・バンデラ（本名はフェルナンド・ゴンザレス・ゴンザレス）という男性にある。
リナーレスからの移住者であるバンデラは、大工兼家具職人であり、何十年にもわたって倦まず弛まずラス・パルマスを応援したことでスペイン中から人気を博したファンだった。ポンチョ、メキシカンハット、ラッパ、そしてチームカラーの黄色と青の旗。これらの荷物を持って、彼はチームの遠征の度にスペイン中を追いかけ、ラス・パルマスがプレーするところではいつも（娘の結婚式の日でさえも）相手サポーターに混じって声援を送っていた。
エル・バンデラがカナリア諸島の象徴的な人物になったのは、1978年のコパ・デル・レイ決勝であった。彼が指揮を執る中、何千人もの島民がマドリードの通りを行進し、バルセロナとの対戦前にマヨール広場とスタジアムで記念すべき祝賀会を開き、最終的に約2万人のカナリア諸島出身者が決勝戦の舞台であるエスタディオ・サンティアゴ・ベルナベウでラス・パルマスを応援した。試合は1-3で敗れたものの、カナリア諸島のスポーツ史上最も大規模なサポーターの移動となった。
「ピオピオ」という特徴的な応援が初めて聞かれたのは、1980年代にカナリア諸島最大のスタジアムであるエスタディオ・エリオドロ・ロドリゲス・ロペスで行われたCDテネリフェとのダービーマッチの時だった。その日、一部のテネリフェサポーターが侮辱的な言葉を添えて 「カナリオン 」としつこく挑発した。すると、バンデラは"カナリオン"という言葉を聞くたびに"ピオピオ"と返すことを思いついた。彼らが「カナリオン」と言うと、パンデラも「ピオピオ」と返す。テネリフェサポーターの煽りに対して、バンデラが90分間も擬音で応えるこの印象的な応援はグラン・カナリアサポーターのチャントの中に永遠に残った。
それ以来、この伝統的な応援はホームスタジアムを経て、やがてラス・パルマスの黄色いシャツが登場するすべての試合に持ち込まれるようになった。このシンプルなリフレインで始まるフェルナンド・エル・バンデラの嗄れた声はピッチの外にも深く浸透してき、黄色と青のキットを身に纏うラス・パルマスのマスコットキャラクターも「ピオピオ」と名付けられている。
晩年、バンデラは健康上の理由でスタジアムに応援に行くことは出来なくなり、2003年2月19日に70歳でこの世を去った。それはラス・パルマスの新スタジアムであるエスタディオ・グラン・カナリアの落成式が行われる僅か2ヶ月前のことであった。

## エンブレム
ラス・パルマスのエンブレムは上部にクラブ名入りの巻物を配した青色の盾である。盾の下部には小さな5つの盾が描かれている。これは1949年に合併して消滅したレアル・クルブ・ビクトリア（一番左）、アレナス・クルブ、CDグラン・カナリア、マリーノFC、アトレティコCF（一番右）の盾である。それらは巻物を囲むように配置されており、巻物にはラス・パルマス市のスローガンである「Segura tiene la palma」という文字が刻まれている。
スペインの多くのサッカークラブが国王の庇護下にあり、クラブ名称に「レアル」（Real、国王の）という接頭語を用いることを許され、それぞれのクラブはエンブレムなどに王冠を採用している。ラス・パルマスは国王の庇護のもとになく、エンブレム最上部の王冠は前身クラブのひとつであるビクトリアのものである。エンブレムはクラブ旗の中央に鎮座し、上部は黄色、下部は青色の2色が均等に塗られている。ラス・パルマス市の旗にはこれらの色が斜めに使用される。

## タイトル

### 国内タイトル
- セグンダ・ディビシオン : 4回

1953-1954, 1963-1964, 1984-1985, 1999-2000
- セグンダ・ディビシオンB : 2回

1992–93, 1995–96
- コパ・デル・レイ : 準優勝

1977-78

## 成績

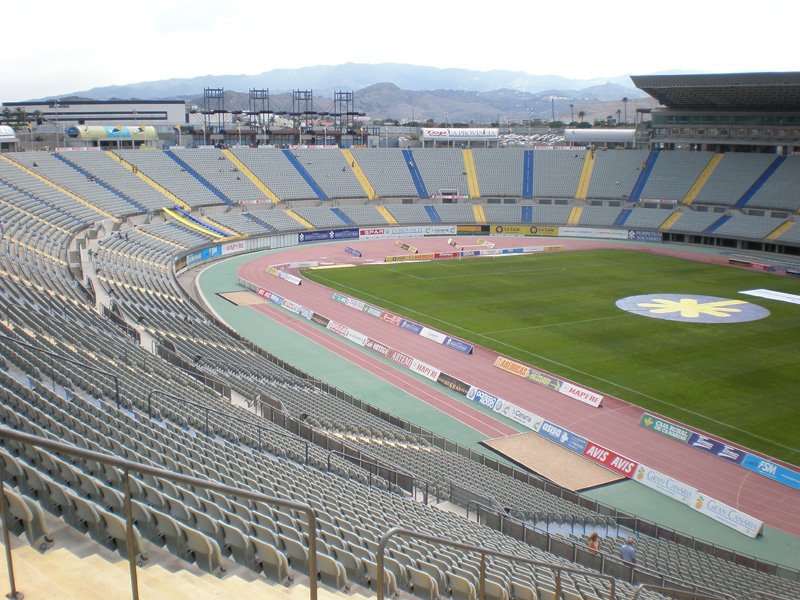
エスタディオ・グラン・カナリア

### 近年の成績
| シーズン | リーグ         | リーグ | リーグ | リーグ | リーグ | リーグ | リーグ | リーグ | リーグ | リーグ | コパ・デル・レイ |
| シーズン | ディヴィジョン | 試     | 勝     | 分     | 敗     | 得     | 失     | 点     | 順位   | 備考   | コパ・デル・レイ |
| -------- | -------------- | ------ | ------ | ------ | ------ | ------ | ------ | ------ | ------ | ------ | ---------------- |
| 2014-15  | セグンダ       | 42     | 22     | 12     | 8      | 73     | 47     | 78     | 4位    | 昇格   | ベスト32         |
| 2015-16  | ラ・リーガ     | 38     | 12     | 8      | 18     | 45     | 53     | 44     | 11位   |        | ベスト8          |
| 2016-17  | ラ・リーガ     | 38     | 10     | 9      | 19     | 53     | 74     | 39     | 14位   |        | ベスト16         |
| 2017-18  | ラ・リーガ     | 38     | 5      | 7      | 26     | 24     | 74     | 22     | 19位   | 降格   | ベスト16         |
| 2018-19  | セグンダ       | 42     | 12     | 18     | 12     | 48     | 50     | 54     | 12位   |        | 2回戦敗退        |
| 2019-20  | セグンダ       | 42     | 14     | 15     | 13     | 49     | 46     | 57     | 9位    |        | 2回戦敗退        |
| 2020-21  | セグンダ       | 42     | 14     | 14     | 14     | 46     | 52     | 56     | 9位    |        | 2回戦敗退        |
| 2021-22  | セグンダ       | 42     | 19     | 13     | 10     | 57     | 47     | 70     | 4位    |        | 2回戦敗退        |
| 2022-23  | セグンダ       | 42     | 18     | 18     | 6      | 49     | 29     | 72     | 2位    | 昇格   | 2回戦敗退        |
| 2023-24  | プリメーラ     | 38     | 10     | 10     | 18     | 33     | 47     | 40     | 16位   |        | ベスト32         |
| 2024-25  | プリメーラ     | 38     | 8      | 8      | 22     | 40     | 61     | 32     | 19位   | 降格   | ベスト32         |

### 過去の成績
| シーズン | ディビジョン | 順位 | コパ・デル・レイ |
| -------- | ------------ | ---- | ---------------- |
| 1949-50  | テルセーラ   | 2位  |                  |
| 1950-51  | セグンダ     | 3位  |                  |
| 1951-52  | プリメーラ   | 15位 |                  |
| 1952-53  | セグンダ     | 4位  |                  |
| 1953-54  | セグンダ     | 1位  |                  |
| 1954-55  | プリメーラ   | 12位 |                  |
| 1955-56  | プリメーラ   | 11位 |                  |
| 1956-57  | プリメーラ   | 10位 |                  |
| 1957-58  | プリメーラ   | 11位 |                  |
| 1958-59  | プリメーラ   | 14位 | ベスト32         |
| 1959-60  | プリメーラ   | 16位 |                  |
| 1960-61  | セグンダ     | 5位  |                  |
| 1961-62  | セグンダ     | 4位  |                  |
| 1962-63  | セグンダ     | 3位  |                  |
| 1963-64  | セグンダ     | 1位  |                  |
| 1964-65  | プリメーラ   | 9位  |                  |
| 1965-66  | プリメーラ   | 10位 |                  |
| 1966-67  | プリメーラ   | 11位 |                  |
| 1967-68  | プリメーラ   | 3位  |                  |

| シーズン | ディビジョン | 順位 | コパ・デル・レイ |
| -------- | ------------ | ---- | ---------------- |
| 1968-69  | プリメーラ   | 2位  |                  |
| 1969-70  | プリメーラ   | 9位  |                  |
| 1970-71  | プリメーラ   | 14位 |                  |
| 1971-72  | プリメーラ   | 5位  |                  |
| 1972-73  | プリメーラ   | 11位 |                  |
| 1973-74  | プリメーラ   | 11位 |                  |
| 1974-75  | プリメーラ   | 13位 |                  |
| 1975-76  | プリメーラ   | 13位 |                  |
| 1976-77  | プリメーラ   | 4位  |                  |
| 1977-78  | プリメーラ   | 7位  | 準優勝           |
| 1978-79  | プリメーラ   | 6位  |                  |
| 1979-80  | プリメーラ   | 12位 |                  |
| 1980-81  | プリメーラ   | 15位 |                  |
| 1981-82  | プリメーラ   | 15位 |                  |
| 1982-83  | プリメーラ   | 16位 |                  |
| 1983-84  | セグンダ     | 11位 |                  |
| 1984-85  | セグンダ     | 1位  |                  |
| 1985-86  | プリメーラ   | 13位 |                  |
| 1986-87  | プリメーラ   | 14位 |                  |

| シーズン | ディビジョン | 順位 | コパ・デル・レイ |
| -------- | ------------ | ---- | ---------------- |
| 1987-88  | プリメーラ   | 20位 | ベスト16         |
| 1988-89  | セグンダ     | 11位 | ベスト32         |
| 1989-90  | セグンダ     | 6位  | 1回戦敗退        |
| 1990-91  | セグンダ     | 15位 | ベスト16         |
| 1991-92  | セグンダ     | 20位 | 4回戦敗退        |
| 1992-93  | セグンダB    | 1位  | 4回戦敗退        |
| 1993-94  | セグンダB    | 2位  | 3回戦敗退        |
| 1994-95  | セグンダB    | 3位  | 4回戦敗退        |
| 1995-96  | セグンダB    | 1位  | 2回戦敗退        |
| 1996-97  | セグンダ     | 7位  | 準決勝敗退       |
| 1997-98  | セグンダ     | 3位  | 3回戦敗退        |
| 1998-99  | セグンダ     | 6位  | 4回戦敗退        |
| 1999-00  | セグンダ     | 1位  | 2回戦敗退        |
| 2000-01  | プリメーラ   | 11位 | ベスト32         |
| 2001-02  | プリメーラ   | 18位 | ベスト32         |
| 2002-03  | セグンダ     | 5位  | ベスト64         |
| 2003-04  | セグンダ     | 20位 | ベスト64         |
| 2004-05  | セグンダB    | 7位  | ベスト64         |
| 2005-06  | セグンダB    | 3位  | 3回戦敗退        |

| シーズン | ディビジョン | 順位 | コパ・デル・レイ |
| -------- | ------------ | ---- | ---------------- |
| 2006-07  | セグンダ     | 18位 | 3回戦敗退        |
| 2007-08  | セグンダ     | 8位  | ベスト32         |
| 2008-09  | セグンダ     | 18位 | 2回戦敗退        |
| 2009-10  | セグンダ     | 17位 | 3回戦敗退        |
| 2010-11  | セグンダ     | 15位 | 2回戦敗退        |
| 2011-12  | セグンダ     | 9位  | 2回戦敗退        |
| 2012-13  | セグンダ     | 6位  | ベスト16         |
| 2013-14  | セグンダ     | 6位  | ベスト32         |
| 2014-15  | セグンダ     | 4位  | ベスト32         |
| 2015-16  | プリメーラ   | 11位 | 準々決勝敗退     |
| 2016-17  | プリメーラ   | 14位 | ベスト16         |
| 2017-18  | プリメーラ   | 19位 | ベスト16         |
| 2018-19  | セグンダ     | 12位 | 2回戦敗退        |
| 2019-20  | セグンダ     | 9位  | 2回戦敗退        |
| 2020-21  | セグンダ     | 9位  | 2回戦敗退        |
| 2021-22  | セグンダ     | 4位  | 2回戦敗退        |
| 2022-23  | セグンダ     | 2位  | 2回戦敗退        |
| 2023-24  | プリメーラ   | 16位 | ベスト32         |
| 2024-25  | プリメーラ   | 19位 | ベスト32         |
| 2025-26  | セグンダ     |      |                  |

- 36シーズン プリメーラ・ディビシオン（1部）
- 33シーズン セグンダ・ディビシオン（2部）
- 6シーズン セグンダ・ディビシオンB（現3部相当）
- 1シーズン テルセーラ・ディビシオン（現4部相当、1977年以前は3部相当）

## 現所属メンバー
2025年2月22日現在
注：選手の国籍表記はFIFAの定めた代表資格ルールに基づく。
| No. | Pos. |            | 選手名                  |
| --- | ---- | ---------- | ----------------------- |
| 1   | GK   | オランダ   | ヤスパー・シレッセン    |
| 2   | DF   | スペイン   | マルビン・パーク        |
| 3   | DF   | スペイン   | ミカ・マルモル          |
| 4   | DF   | スペイン   | アレックス・スアレス    |
| 5   | MF   | スペイン   | ハビ・ムニョス          |
| 6   | DF   | フランス   | アンディ・ペルマール () |
| 8   | MF   | スペイン   | ホセ・カンパーニャ      |
| 9   | FW   | スペイン   | マルク・カルドナ        |
| 10  | MF   | スペイン   | アルベルト・モレイロ () |
| 11  | FW   | スペイン   | ベニート・ラミレス      |
| 12  | MF   | フランス   | エンツォ・ロイオディス  |
| 13  | GK   | クロアチア | ディンコ・ホルカシュ () |
| 14  | MF   | スペイン   | マヌ・フステル          |

| No. | Pos. |                | 選手名                          |
| --- | ---- | -------------- | ------------------------------- |
| 15  | DF   | スコットランド | スコット・マッケンナ            |
| 16  | FW   | スコットランド | オリヴァー・マクバーニー ()     |
| 17  | FW   | スペイン       | ハイメ・マタ                    |
| 18  | MF   | スペイン       | ビクトル・ロサダ                |
| 19  | FW   | スペイン       | サンドロ・ラミレス              |
| 20  | MF   | スペイン       | キリアン・ロドリゲス            |
| 21  | MF   | スペイン       | ステファン・バイチェティッチ () |
| 23  | DF   | スペイン       | アレックス・ムニョス            |
| 24  | MF   | ベルギー       | アドナン・ヤヌザイ ()           |
| 28  | DF   | スペイン       | フアンマ・ヘルツォーク ()       |
| 29  | MF   | ポルトガル     | ダリオ・エスーゴ ()             |
| 37  | FW   | ポルトガル     | ファビオ・シルヴァ              |

※括弧内の国旗はその他保有国籍、もしくは市民権、星印はEU圏外選手を示す。
監督
- ルイス・ガルシア

### リザーブチーム
注：選手の国籍表記はFIFAの定めた代表資格ルールに基づく。
| No. | Pos. |                  | 選手名                          |
| --- | ---- | ---------------- | ------------------------------- |
| 26  | DF   | コートジボワール | アブバカル・バシンガ            |
| 27  | DF   | アルゼンチン     | バレンティン・ペッツォレージ () |
| 30  | GK   | アルゼンチン     | アルバロ・キジャーネ ()         |
| 31  | GK   | スペイン         | ヴィクトル・プイグ              |
| 33  | MF   | スペイン         | セルヒオ・ヴィエラ              |

| No. | Pos. |                  | 選手名                 |
| --- | ---- | ---------------- | ---------------------- |
| 34  | FW   | コートジボワール | アブバカル・バッシンガ |
| 35  | GK   | スペイン         | イスラエル・モラ       |
| 40  | FW   | スペイン         | エリアス・ロメロ       |
| 41  | FW   | スペイン         | セルジオ・ルイス       |

### ローン移籍
in
注：選手の国籍表記はFIFAの定めた代表資格ルールに基づく。
| No. | Pos. |          | 選手名                                         |
| --- | ---- | -------- | ---------------------------------------------- |
| 6   | DF   | フランス | アンディ・ペルマール (クレルモン) ()           |
| 21  | MF   | スペイン | ステファン・バイチェティッチ (リヴァプール) () |
| 24  | FW   | ベルギー | アドナン・ヤヌザイ (セビージャ) ()             |

| No. | Pos. |            | 選手名                                    |
| --- | ---- | ---------- | ----------------------------------------- |
| 29  | MF   | ポルトガル | ダリオ・エスーゴ (スポルティングCP) ()    |
| 37  | FW   | ポルトガル | ファビオ・シルヴァ (ウルヴァーハンプトン) |

out
注：選手の国籍表記はFIFAの定めた代表資格ルールに基づく。
| No. | Pos. |          | 選手名                    |
| --- | ---- | -------- | ------------------------- |
| --  | FW   | ギニア   | ソリ・カバ (エルチェ)     |
| --  | FW   | スペイン | ペヒーニョ (エルチェ)     |
| --  | MF   | スペイン | イヴァン・ヒル (エイバル) |

| No. | Pos. |            | 選手名                                       |
| --- | ---- | ---------- | -------------------------------------------- |
| --  | FW   | スペイン   | エンリケ・クレメンテ (レアル・サラゴサ)      |
| --  | FW   | カメルーン | イヴァン・セドリック (バルセロナB) ()        |
| --  | FW   | スペイン   | エール・ガルシア (アトレティコ・マドリードB) |

## 歴代監督
- サトゥル・グレチ 1953-1957
- ルイス・モロウニー 1957-1958
- バルタサル・アルベニス 1958-1959
- ルイス・モロウニー 1959
- マルセル・ドミンゴ 1959-1960
- パコ・カンポス 1961-1962
- ロセンド・エルナンデス 1962-1963
- ビセンテ・ダウデル 1963-1966
- ルイス・モロウニー 1967-1970
- エクトル・リアル 1970-1971
- ミゲル・ムニョス 1977-1979
- パキート 1989-1990
- マノロ・カルド 1990-1991
- ロケ・オルセン 1991-1992
- ミゲル・アンヘル・ブリンディージ 1991-1992
- イニャキ・サエス 1993-1994
- パコ・カステリャーノ 1994-1995
- マリアーノ・ガルシア・レモン 1997-1998
- セルギイェ・クレシッチ 1999-2001
- フェルナンド・バスケス 2001-2002
- フアン・ロドリゲス 2003
- ダビド・ビダル 2003-2004
- セルギイェ・クレシッチ 2009-2010
- パコ・ヘメス 2010-2011
- フアン・マヌエル・ロドリゲス 2011-2012
- セルヒオ・ロベラ 2012-2014
- ホシコ 2014
- パコ・エレーラ 2014-2015
- キケ・セティエン 2015-2017
- マノロ・マルケス 2017
- パコ・アジェスタラン 2017
- パコ・ヘメス 2017–2018
- マノロ・ヒメネス 2018
- パコ・エレーラ 2018–2019
- ペペ・メル 2019-2022
- ガルシア・ピミエンタ 2022-2024
- ルイス・カリオン 2024
- ディエゴ・マルティネス 2024-2025
- ルイス・ガルシア 2025-

## 歴代所属選手

### GK
- アントニオ・ベタンコルト 1956-1961, 1971-1973
- フレン・ロペテギ 1988-1989
- ジョゼップ・マルティネス 2017-2020

### DF
- フアニート 1984-1987
- マヌエル・パブロ 1994-1998
- ロベルト・ヤルニ 1999-2001
- ジェイソン・ムリージョ 2012-2013

### MF
- フアン・カルロス・バレロン 1995-1997, 2013-2016
- ヴィニー・サムウェイズ 1996-2002
- マスード・ショジャエイ 2013-2014
- アレン・ハリロヴィッチ 2017-2018
- アルベルト・アクイラーニ 2017-2018
- ペドリ 2019-2020

### FW
- アントニオ・グアイレ 2000-2001, 2009-2011
- 福田健二 2007-2008
- ホセ・サロモン・ロンドン 2008-2010
- ビトーロ 2010-2013, 2017, 2022-2023
- ウィリアン・ジョゼ 2015-2016
- ケヴィン＝プリンス・ボアテング 2016-2017
- マルコ・リヴァヤ 2016-2018
- トマーシュ・ペクハルト 2018-2020